# Paolo Ramoni
Paolo Ramoni (6 de junio de 1971) es un deportista italiano que compitió en remo. Ganó una medalla de bronce en el Campeonato Mundial de Remo de 1993, en la prueba de ocho con timonel ligero.

## Palmarés internacional
| Campeonato Mundial | Campeonato Mundial       | Campeonato Mundial | Campeonato Mundial      |
| Año                | Lugar                    | Medalla            | Prueba                  |
| ------------------ | ------------------------ | ------------------ | ----------------------- |
| 1993               | Račice (República Checa) | Medalla de bronce  | Ocho con timonel ligero |